# Nikolina Jelić
Nikolina Jelić; (ur. 9 listopada 1991 roku w Zagrzebiu) – chorwacka siatkarka, reprezentantka kraju, przyjmująca.
Od sezonu 2015/16 występuje w Orlen Lidze w drużynie KS DevelopRes Rzeszów.

## Kariera klubowa
| Lata gry  | Klub                  |
| --------- | --------------------- |
| 2006–2012 | Mladost Zagrzeb       |
| 2012–2014 | SC Poczdam            |
| 2014–2015 | VfB 91 Suhl           |
| 2015–2016 | KS DevelopRes Rzeszów |